# East River

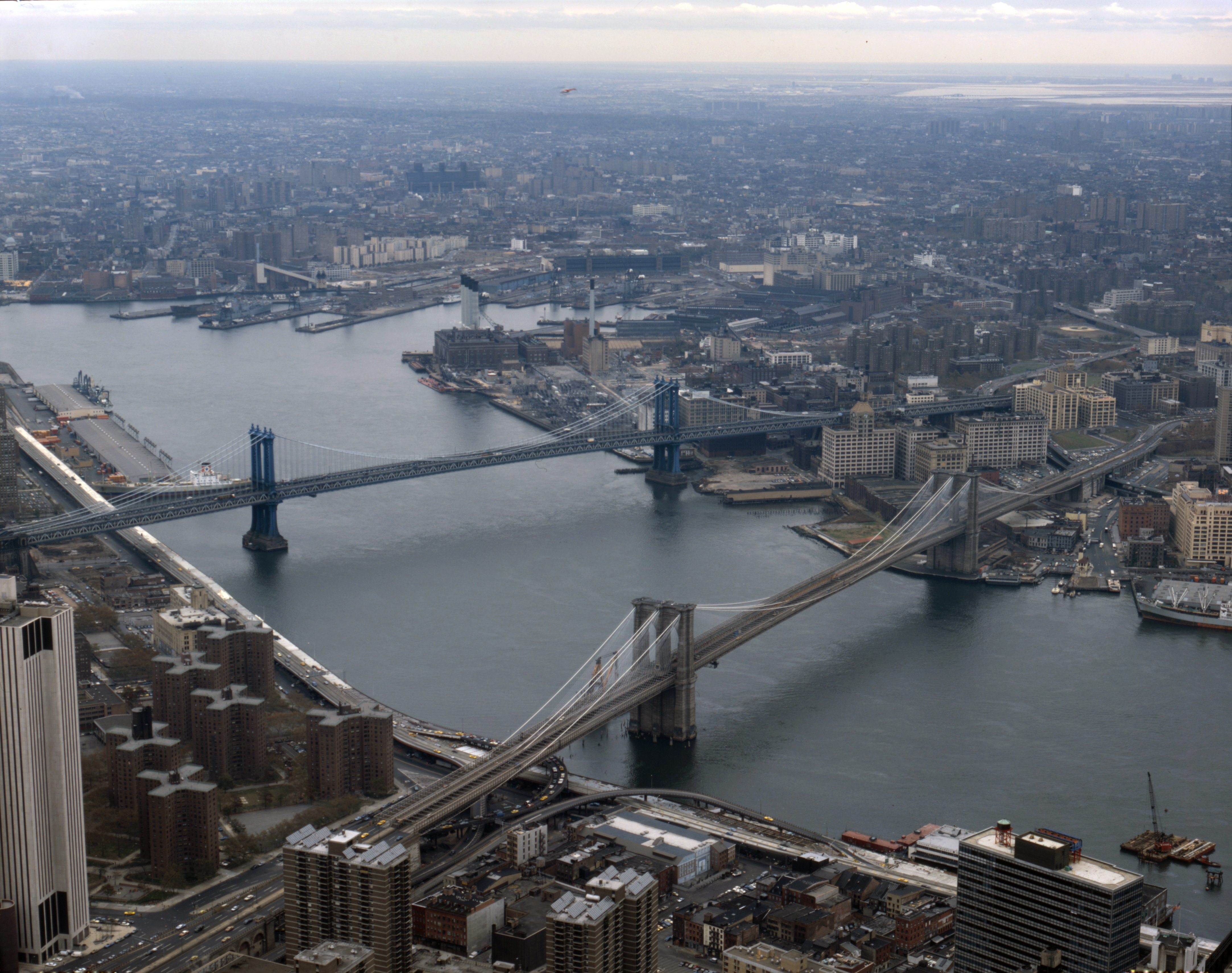
East River vid Manhattan Bridge och Brooklyn Bridge.

East River är det vattendrag som flyter öster om Manhattan i New York. Det är egentligen en del av Hudsonfloden, vars huvudfåra flyter väster om Manhattan.
På East Rivers västra strand finns FN-huset.
East River är svårt förorenad.